# Medienkonzeption
Medienkonzeption ist die Praxis und Wissenschaft des zielgerichteten Entwerfens von Medienangeboten, insbesondere im Hinblick auf konzeptionelle Aspekte wie Aufmachung, Content-Ideen, Formate und Layout.

## Gegenstand
Ganz allgemein ist von Konzeption die Rede, wenn ein künstliches Objekt (Artefakt) zielgerichtet geplant und entworfen wird. Das Ziel besteht immer darin, menschliches Verhalten und Erleben in bestimmter Weise zu beeinflussen. Ein systematischer Entwurf von Artefakten spielt in zahlreichen Wissenschaftsdisziplinen und zugehörigen Berufszweigen eine wichtige Rolle, beispielsweise in der Architektur (Gebäude), im Maschinenbau (Maschinen), in der Informatik (Computersysteme), in der Medizin und Pharmazie (Medikamente), aber eben auch in der Kommunikations- und Medienbranche (mediale Artefakte).
Bei der Medienkonzeption handelt es sich nicht um eine etablierte und traditionelle Wissenschaftsdisziplin. Sie findet beispielsweise Anwendung in verschiedenen Wissenschaftsbereichen mit Medienbezug, wie der Designwissenschaft, Medienwissenschaft oder Kommunikationswissenschaft aber auch in praxisorientierten Arbeitsfeldern wie der Mediengestaltung.
Die Hochschule Furtwangen ist die erste deutsche Hochschule die seit Wintersemester 2010/2011 an der Fakultät Digitale Medien einen expliziten Bachelor-Studiengang Medienkonzeption anbietet.